# Langao
Der Kreis Langao (岚皋县,  Lángāo Xiàn) ist ein Kreis der bezirksfreien Stadt Ankang im Süden der Provinz Shaanxi in der Volksrepublik China. Der Kreis hat eine Fläche von 1.956 km² und 135.006 Einwohner (Stand: Zensus 2020). Sein Hauptort ist die Großgemeinde Chengguan (城关镇).

## Administrative Gliederung
Auf Gemeindeebene setzt sich der Kreis aus acht Großgemeinden und neun Gemeinden zusammen.